# DORIS (衛星測位システム)
DORIS（どりす、英語: Doppler Orbitography and Radiopositioning Integrated by Satellite、フランス語: Determination d’Orbite et Radiopositionnement Intégré par Satellite、日本語: ドップラーによる衛星軌道決定と電波灯台位置決定法）は、人工衛星の軌道（TOPEX/ポセイドン等）の決定および測位に利用するフランスの衛星システムで、英語とフランス語の頭字語である。

## 原理
地上局のビーコン（電波灯台）から信号を送信して軌道上の人工衛星でその信号を受信する。これは、他のGNSSの構成では送信機が宇宙にあり受信機の多くが地表付近にあるのとは逆である。人工衛星の移動によるドップラー効果に起因する信号の周波数の偏移から軌道と位置を割り出す。この衛星軌道の観測から、地上の位置、その他のパラメータを導出できる。測量原理自体にはトランシット衛星による測量と本質的な違いはないが分解能や電離層屈折補正の効果が向上している。

## 組織
DORISはフランスのシステムでフランス国立宇宙研究センターに管理される。トゥールーズでマスタービーコンの管理と衛星との通信を行う。

## 地上局網
約60か所の地上局を含む地上部分は地球上にまんべんなく地理的隔たりが生じないように配置され軌道決定ための良好な観測範囲を保証している。地上局は信号を送信するだけでいかなる情報も受信しないのでビーコンの設置のために電源さえあれば良い。DORISビーコンは 401.25 MHz と 2036.25 MHz の2つのUHF周波数で衛星に送信する。
DORISビーコンはエベレストのベースキャンプや南極の昭和基地のような場所にも設置している。

## 人工衛星
DORIS受信機を搭載した最も良く知られる人工衛星は高度計衛星のTOPEX/ポセイドン、ジェイソン1である。それらは海洋の表面の観測と同様に海流や波の高さの観測にも使用される。DORISはそれらの軌道に約2cmの確度をもたらす。
他のDORIS衛星はEnvisat、SPOT、海洋2号AおよびCryoSat-2がある。

## 測位
軌道決定とは別に、DORIS観測は地上局の測位に利用される。確度はGPSよりも少し低いが現在でも国際地球基準座標系 (ITRF)に貢献する。